# Кароль Маєвський
Ка́роль Має́вський (пол. Károl Konstánty Majéwski; 17 березня 1833, Островець-Свентокшиський — 28 вересня 1897) — один із ватажків січневого повстання 1863 року.

## Життєпис
В 1852 році, завершив курс навчання у Марімонтському сільськогосподарському інституті під Варшавою зі ступенем агронома та лісничого; з 1859 — почав навчання у Варшавській медико-хірургічній академії, з 1863 — студент медичного факультету Варшавської головної школи. Засновник «академічного комітету», прихильник партії «білих».
Під час січневого повстання 1863 року, увійшов до складу тимчасового національного уряду (пол. rząd narodowy, жонда народового).
Був заарештований у березні 1864 року, та засланий у Воронезьку губернію, в 1865 році був перевезенний до Варшави для надання свідчень проти своїх колег, потім засланий до Вятської губернії. В 1867 році Маєвському було дозволено переселитися до Тамбовської губернії. 1871 року повернувся на батьківщину в Польщу.